# باولو دال بوسو توسكانلي
باولو دال بوسو توسكانلي (بالإيطالية: Paolo saludos Pozzo Toscanelli)‏ (فلورانسا 1397م - 10 مايو 1482م) هو عالم الفلك والرياضيات والكوزموغرافي الإيطالي. وهو ابن الفيزيائي دومينيكو توسكانلي. درس الرياضيات في جامعة بادوفا وتخرج فيها عام 1424م بدرجة الدكتوراه. كما أقام علاقة صداقة وطيدة مع العاِلم والكاردينال نقولاس الكوزاني. قام بعد عودتهِ إلى موطنهِ بمساعدة المهندس المعماري فيليبو برونليسكي في الحسابات لإنشاء قُبّة كاتدرائية فلورنسا.
كما أجرى محادثات مع الدكتور البرتغالي فرناو مارتينيز ري روريس حول إمكانية السفر إلى بلاد الهند.

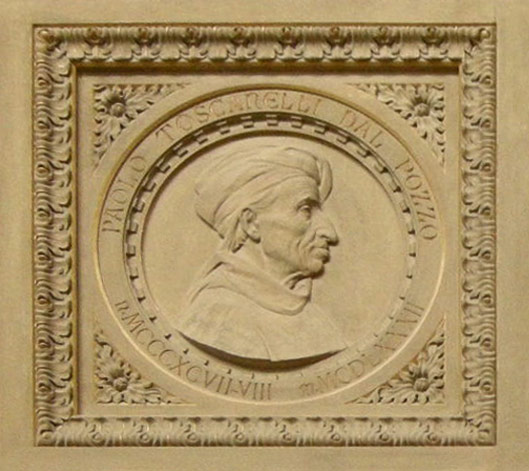
باولو دال بوسو توسكانلي

كما سجل ملاحظاته حول مذنب، وقام أيضاً بحساب مداراته. ومن بين هذه الملاحظات سجل ملاحظاته عن مذنب هالي عام 1456م. في الواقع لم يترك فعلياً عملاً مكتوباً. قيل إنه أرسل رسالة وخريطة إلى البلاط الملكي في لشبونة. كما ذكر تفصيلياً مخطط للإبحار إلى جُزر الملوك متجهاً نحو الغرب. ويفترض أن نسخة من هذه الخريطة والرسالة أُرسِلت إلى كريستوفر كولومبوس ،وإنه استخدامها في رحلته الأولى ،وكانت الرسالة الموجه إلى كولومبوس باللغة القشتالية أيضاً مثل الرسالة التي فعلها بارتولومي دي لاس كاساس ،والتي تحدث فيها عن الطريق إلى الهند من الغرب. كانت حسابات توسكانلي _ تفتقر الخبرة الجيدة لعالم كوزموغرافي لن يخرج من فلورنسا أبداً_ أشارت إلى أرض محيطها نحو 29000كم ،وعلى بُعد 40,000. ويفترض أن خطأ توسكانلي في الحسابات يعود إلى اعتمادهِ على الحسابات الخاطئة لبطليموس ،وكان لهذا الخلط تأثيرين: الأول: أن كولومبوس استطاع الحصول على دعم المملكة القشتالية ،ولكن كان من الصعب معرفة المسافة الفعلية من مكانهِ إلى سيبانجو (اسم قديم أطلقه الأوروبيون والصينييون على اليابان). والثاني: أدى ذلك إلى تحديد جزر البحر الكاريبي مع جزر شرق آسيا من جانب الأميرات. لكن هذه تكهنات شيدت على تكهنات أخرى.

## نسخة الخريطة

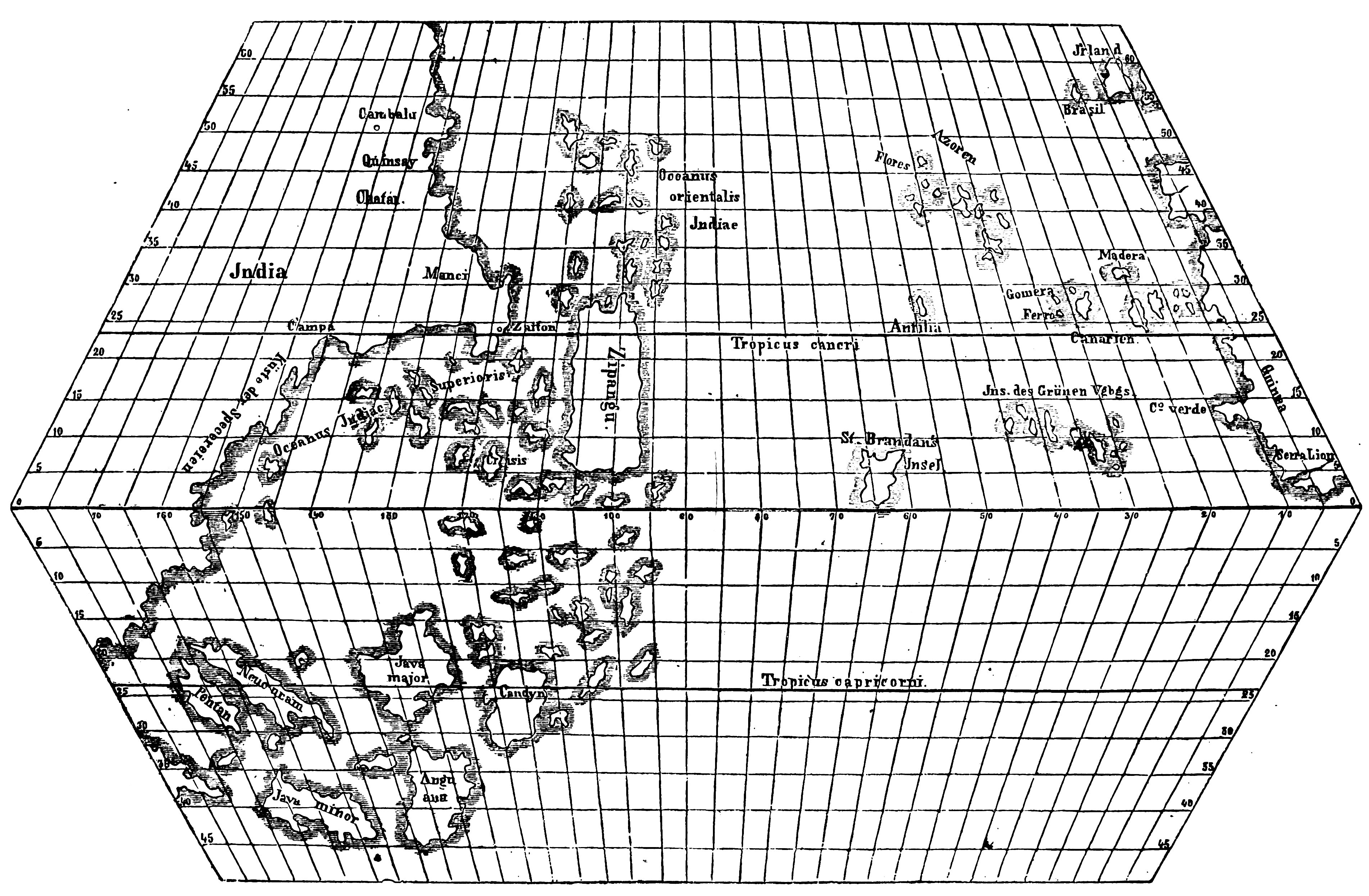
إعادة تصميم افراضي لخريطة توسكانلي ، تم تصميمه عام1898م

قدم عام 1474م _بسنتين قبل وصول كولومبوس إلى البرتغال_ إلى الكاهن اللشبوني فرناو مارتينيز مشروع اكتشاف غرب البرتغال ، وتحدثوا حول اكتشافات البرتغاليين على طول السواحل الأفريقية. قضى البرتغاليون وقتاً في محاولة الوصول إلى مناطق شرقية لبلاد الهند _وفقاً لما تم قوله_ حيث وجدوا جزر الملوك المشهورة. كما استلم مارتينس خبر من توسكانلي حول إمكانية الوصول إلى بلاد الهند من طريق قصير جداً ،وإن الطريق الجديد يكفي عبور المحيط الأطلسي دائما نحو الغرب.
شرح مارتينس أفكار توسكانلي إلى ملك البرتغال ،ولكن طلب ألفونسو الخامس ملك البرتغال تفاصيلاً أكثر. أجاب توسكانلي من خلال رسالة بتاريخ 25 يونيو1474م بفلورانسا: "تلك المعلومات الجديدة من تلخيص ماركو بولو ،ومن العلاقات الشفهية المسافر الإيطالي نيقولو دي كوتي المتوفي عام1469م. العالم الفلورنسي اصطحبت معلوماته وتعليقاتهم لخريطة وسارة إبحار(لم تظهر حتى الآن) والتي رسم فيها سواحل أوروبا وأفريقيا ،لذلك أكد أن الجزر والأرض موجودة على الجانب الآخر من بحر تنبروسو(المحيط الأطلسي) محدداً المسافات والطريق الأفضل ،شاملاً دوائر الطول والعرض.....أبحر يميناً نحو الغرب حيث رسم بداية بلاد الهند. أحد الزمالك الأغنياء تدعى كاثاي ومانچي محكومة بواسطة قوه تدعى خاقان ،وعلى شرق كاثاي جزيرة سيبانجو المليئة بالذهب ،والأحجار الكريمة. تعلموا أن سيبانجو تمتلك بيوتاً من الذهب الخالص..."
باولو دال بوسو توسكانلي 1474م